# Tren al sur
«Tren al sur» es el primer sencillo del álbum Corazones del grupo chileno Los Prisioneros. Fue estrenado en las radios chilenas en mayo de 1990. La canción se encuentra en dos versiones, la original que aparece en el álbum (5:36 minutos) y una remezcla editada que dura 4:08 minutos, que es la publicada en el sencillo.
La portada del sencillo promocional es una fotografía de Jorge González y Miguel Tapia. Con una letra íntima, algo intensa y melodramática, sumada a una pegajosa y creativa base musical inspirada en «Touched by the Hand of God» de New Order, «Tren al sur» se convirtió en una de las canciones más exitosas y memorables del grupo en Hispanoamérica.
Su video fue nominado a los premios MTV Video Music Awards 1990 en la categoría Video de la Gente - MTV Internacional. En julio de 2018 la revista estadounidense Rolling Stone la incluyó en el puesto número 18 de «Las 50 canciones más importantes de pop latino», superando a otros grandes clásicos como «Matador» de Los Fabulosos Cadillacs y «Oye mi amor» de Maná.

## Canción
La letra es autobiográfica. Trata sobre un viaje de Jorge González en un tren hacia el sur del país. Mientras él viaja recuerda pasajes de su vida, especialmente de su niñez, y espera reencontrarse con la belleza del campo. Jorge González declaró en una entrevista que escribió esta canción en un momento en que pasaba por una relación de amor algo tortuosa (con Claudia Carvajal, la entonces esposa de su amigo y excompañero de banda Claudio Narea) y que eso también pudo haber influido en la letra.
La frase «Y no me digas pobre por ir viajando así» del estribillo hace referencia al uso del tren como medio de transporte de las clases populares al ser más económico que los buses, esto en un contexto de decadencia de la empresa ferroviaria del Estado durante la década de 1980 y el progresivo deterioro de su red general en beneficio de los empresarios de buses.
El charango que se escucha en una parte de la canción fue idea del productor argentino Gustavo Santaolalla para darle un toque más latinoamericano, a pesar de que ese instrumento está asociado a los pueblos del norte de Chile, no del sur.
Según Jorge González y Carlos Fonseca, el sencillo fue enviado a las radios a finales de 1989, pero durante seis meses ninguna emisora quiso pasarlo al aire porque «Los Prisioneros eran del pasado. Los Prisioneros eran la banda de los años ochenta del rock latino. Y el rock latino ya no funcionaba». No fue sino hasta después del estreno del videoclip (en el programa Extra jóvenes) que la canción recibió rotación en las radios y se convirtió en un éxito.

## Video
El video, dirigido por Cristián Galaz, empieza en la Estación Central de Santiago y luego se ve viajando a los integrantes de la banda en el tren, también se muestra a dos niños jugando representando así parte de la infancia de los músicos.
Fue nominado a los premios MTV Video Music Awards 1990 en la categoría Video de la Gente - MTV Internacional, perdiendo ante «Oye mi canto» de Gloria Estefan.

## Uso en la cultura popular
- En un episodio de la serie de animación chilena Diego y Glot, Los Prisioneros aparecen sobre un tren interpretando esta canción.

## Versiones
- [1] Lucybell (Tributo a Los Prisioneros, 2000)
- Los Tres (Freno de mano, en la parte final de la canción «La espada y la pared», 2000)
- Moenia (Stereohits, 2004)
- Volován (2007)
- Tito Troncoso (Chileswing, 2012)
- Freaks FS (Capek, 2013)
- Rio Pacheco (Gracias Jorge, homenaje bandas independientes, 2016)
- Pelo Madueño (Esta es para hacerte feliz, Tributo a Jorge González, 2019)
- Juliana Gattas con varios artistas (sencillo, 2020)
- Nicole (canal de YouTube, 2020)
- Gael (30 Años Corazones, 2020)
- Sobernot (Audiomusica Rockaxis Sessions, 2021)

## Posicionamiento en listas
| País  | Lista | Mejor posición |
| ----- | ----- | -------------- |
| Chile | UPI   | 3              |